# Trefl Gdańsk 2021-2022
Questa voce raccoglie le informazioni riguardanti il Trefl Gdańsk nelle competizioni ufficiali della stagione 2021-2022.

## Organigramma societario
Area direttiva
- Presidente: Dariusz Gadomski
- Vicepresidente: Marek Wierzbicki
- Team manager: Michał Kardasz

Area tecnica
- Allenatore: Michał Winiarski
- Allenatore in seconda: Roberto Rotari
- Assistente allenatore: Wojciech Bańbuła
- Scout man: Dominik Posmyk

Area comunicazione
- Responsabile comunicazione: Karolina Zębala

Area marketing
- Responsabile marketing: Karolina Zębala

Area sanitaria
- Preparatore atletico: Wojciech Banbula

## Rosa
| N° | Nome                | Ruolo | Data di nascita   | Nazionalità sportiva |
| -- | ------------------- | ----- | ----------------- | -------------------- |
| 1  | Bartłomiej Lipiński | S     | 16 novembre 1999  | Polonia              |
| 2  | Mariusz Wlazły      | O     | 4 agosto 1983     | Polonia              |
| 4  | Łukasz Kozub        | P     | 3 novembre 1997   | Polonia              |
| 7  | Dawid Pruszkowski   | L     | 20 gennaio 2001   | Polonia              |
| 9  | Kewin Sasak         | O     | 17 settembre 1997 | Polonia              |
| 10 | Moritz Reichert     | S     | 15 marzo 1995     | Germania             |
| 11 | Lukas Kampa         | P     | 29 novembre 1986  | Germania             |
| 12 | Karol Urbanowicz    | C     | 24 febbraio 2001  | Polonia              |
| 14 | Maciej Olenderek    | L     | 16 ottobre 1992   | Polonia              |
| 15 | Mateusz Mika        | S     | 21 gennaio 1991   | Polonia              |
| 17 | Bartłomiej Mordyl   | C     | 21 gennaio 1995   | Polonia              |
| 18 | Pablo Crer          | C     | 12 giugno 1989    | Argentina            |
| 19 | Dmytro Pašyckyj     | C     | 29 novembre 1987  | Ucraina              |
| 23 | Jordan Zaleszczyk   | C     | 23 aprile 2002    | Polonia              |
| 99 | Patryk Łaba         | S     | 30 luglio 1991    | Polonia              |